# Chalon (langue)
Pour les articles homonymes, voir Chalon.
Le chalon (ou coastanoan de Soledad) est une langue costanoane de la branche des langues costanoanes du Nord parlée aux États-Unis, en Californie, dans la région de Chalone Creek, à l'Est du fleuve Salinas.
La langue est éteinte. Dans la deuxième moitié du XVIIIe siècle, elle était parlée par 900 Chalon.